# آغورن (أديامان)
آغورن (بالكردية: Axwêran‏) (بالتركية: Ağveren)‏ هي قرية تتبع إداريّاً لمديرية أديامان في محافظة أديامان التركية الواقعة في جنوب شرق الأناضول. وبلغ عدد سكانها 146 نسمة في عام 2021.